# Wormington
Wormington är en by och en civil parish i distriktet Tewkesbury, i grevskapet Gloucestershire i England. Byn är belägen 15 km från Tewkesbury. Civil parish hade 67 invånare år 1931. Civil parishen inrättades den 1 april 2023. Byn nämndes i Domedagsboken (Domesday Book) år 1086, och kallades då Wermentun.